# Liste des épisodes de Caméra Café
Pour les articles homonymes, voir Caméra Café.
 (janvier 2015).
Si vous disposez d'ouvrages ou d'articles de référence ou si vous connaissez des sites web de qualité traitant du thème abordé ici, merci de compléter l'article en donnant les références utiles à sa vérifiabilité et en les liant à la section « Notes et références ».
Cette page présente la liste des épisodes de la série télévisée française Caméra Café.

## Diffusion originale
Ce tableau reprend la numérotation de la diffusion originale de la série (à la télévision) de 551 épisodes (569 en DVD), qui est différente de celle montrée avec les DVD dans les sections qui suivent celle-ci sur cette page.
| Saisons  | Nb. d'épisodes |
| -------- | -------------- |
| Saison 1 | 28 épisodes    |
| Saison 2 | 82 épisodes    |
| Saison 3 | 85 épisodes    |
| Saison 4 | 72 épisodes    |
| Saison 5 | 86 épisodes    |
| Saison 6 | 98 épisodes    |
| Saison 7 | 100 épisodes   |

## Diffusion en DVD
Il s'agit ici de l'ordre dans lequel les 569 épisodes apparaissent dans les DVD ; la numérotation des saisons est différente de celle de la diffusion télévisuelle originale (551 épisodes), vue dans le tableau de la section ci-dessus.

### Deuxième saison (2002)
1. Secret intime : Maéva est triste pour son chat Antisthène, qui a l'air mal en point.
2. Un oubli : Jean-Claude est paniqué : il a trop bu la veille, lors de la soirée de l'entreprise et ne se souvient pas ce que Nancy lui a demandé.
3. Beau gosse (avec Fred Testot) : un nettoyeur de vitres drague Nancy. Mais celui-ci est victime d'un accident de travail...
4. Voyage, voyage : Jean-Claude, promu, va désormais travailler dans le secteur international, ce qui rend Hervé jaloux…
5. Avis de recherche : Nancy est de mauvaise humeur car son chien a disparu. Jean-Claude va tout faire pour le retrouver…
6. Soucis familiaux : Jean-Claude a quelques soucis avec Johnny, son fils cadet.
7. Vengeur masqué : Sylvain se plaint à Hervé de ses ennuis. Hervé lui propose d'agir.
8. La poupée qui dit non (avec Chantal Neuwirth) : Hervé entraîne Annie, trop gentille et serviable, à dire non.
9. La quête de Jeanne : Jean-Claude et Hervé pensent que Jeanne passe des petites annonces pour rencontrer un homme…
10. Don de sang : Jean-Claude et Hervé sont bien décidés à donner leur sang. Mais ils vont vite changer d'avis…
11. Sortez couverts : Jean-Claude et Hervé trouvent un bilan sanguin dans la poubelle. Ils mènent l'enquête.
12. Champion du monde : Jean-Guy passe à la télévision. Pendant ce temps, JC et Hervé n'arrivent pas à regarder la coupe du monde au bureau...
13. Mythomaniac : Jean-Claude s'enfonce dans des mensonges successifs pour impressionner Nancy.
14. La liste de Jean-Guy : Philippe a trouvé une liste très compromettante dans l'ordinateur de Jean-Guy. Hervé compte bien s'en servir à son avantage.
15. Piou piou (avec Chantal Neuwirth) : Annie en a assez que Jean-Claude et Hervé maltraitent Sylvain.
16. Réparation (avec Jean-François Gallotte) : le réparateur de la machine à café vient faire un entretien.
17. Bonnes œuvres : Maéva a gagné une grosse somme d'argent ; Jean-Claude aimerait bien savoir comment…
18. Combat politique : Vince pose une question, qui déclenche un conflit entre Jean-Guy et Hervé.
19. Du gibier ce soir : Jean-Claude emmène Sylvain à la chasse. Mais un accident avec le fusil n'est jamais loin...
20. Jean-Guy en vrac : Jean-Guy a un accident. Hervé et Jean-Claude s'en amusent et profitent de la situation.
21. Merci Jeanne : Jeanne décide de manger chez elle le midi. Hervé et Jean-Claude en profitent pour s'inviter...
22. Tolérance zéro : Jean-Claude veut offrir à Hervé les baskets que son fils Jason aurait trouvé. Hervé l'amène à se poser des questions sur les activités louches de son adolescent.
23. Touche bis : Nancy a un rendez-vous, ce qui énerve Jean-Claude et Hervé.
24. C’est la fête : Sylvain a passé la soirée avec une fille le soir de la Gay Pride...
25. Brin de muguet : Hervé et Jean-Claude s'affrontent pour vendre du muguet.
26. Le Veceshky : Nancy confie une œuvre picturale avant-gardiste à Hervé. Mais l’œuvre disparait !
27. Cartomancie : Jeanne tire les cartes à Hervé et Jean-Claude.
28. Photos surprises : Jean-Claude trouve la photo d'un postérieur dans la photocopieuse...
29. Prix d’ami : Hervé apporte à Jeanne des fournitures d'école à un prix défiant toute concurrence… selon lui !
30. Le mutant : Sylvain raconte ses prouesses de la veille à Hervé et Jean-Claude.
31. À fleur de peau : Jeanne demande de l'aide à Hervé pour l'aider psychologiquement.
32. Mise en bouteille : Jean-Claude, Hervé et Philippe trafiquent le vin de la cantine.
33. Le système Convenant : Hervé cherche à vendre un buffet ; il demande de l'aide à Jean-Claude. Celui-ci lui dévoile son système Convenant... qui n'est pas très légal...
34. Un homme sous influence : Hervé n'est pas très en forme. Serge lui vient en aide et lui propose une séance d'hypnose. Mais Jean-Claude va tirer profit de la situation pour s'en amuser...
35. Jeanne Calmant : Jeanne, dépressive, se gave de calmants que lui a prescrits son médecin.
36. Jumelles : Hervé prête ses jumelles à Jean-Claude. Ce dernier en profite pour monter une combine...
37. Futurs patrons : Hervé et Jean-Claude décident de monter une entreprise. Sylvain se propose d'être leur associé...
38. Pédale dure : Jean-Claude s'inscrit à une course cycliste pour répondre aux provocations de Digix. Toute l'entreprise le soutient...
39. Fosse commune : Jean-Claude essaye de revendre son terrain, insalubre, que lui a légué son grand-père.
40. Grève de la faim : Hervé est en pleine revendication. Pour se faire entendre, il décide de faire la grève de la faim. Il doit alors supporter de voir les autres manger devant lui...
41. Répartition des tâches : Jean-Claude raconte à Hervé que lui et Véro vont inverser les rôles à la maison.
42. Substance illicite : Hervé et Jean-Claude trouvent du viagra dans la veste de Jean-Guy.
43. Le grand faisandier : Véro appelle régulièrement Jean-Claude au téléphone pour vérifier où il est. Hervé trouve une idée pour le sortir de ce guêpier.
44. Maxi bingo : Jeanne a gagné au « Maxi Bingo » et multiplie les achats. Maéva et Serge essaient d'en savoir plus.
45. Rock’n roll attitude (avec Tom Novembre) : Hervé et Jean-Claude reforment leur groupe de musique rock'n'roll, le temps d'une soirée.
46. L’arnaque : à la suite du pot de départ de Carole, Jean-Guy a de l'urticaire. La faute à la nourriture du traiteur, un certain « Jean Calude »...
47. La main (avec Didier Bénureau) : Jean-Claude est paniqué car un médecin de la Sécurité sociale vient pour contrôler ses déclarations.
48. HEC : Sylvain a retrouvé le CV de Hervé en faisant du rangement. Eva, qui a elle aussi fait HEC, lui demande de quelle promotion il est...
49. 21 - 2 (avec Fred Le Bolloc'h) : un championnat de ping-pong est organisé. Bernard, le stagiaire semble imbattable.
50. Don d’organe : Maéva a décidé de sensibiliser le personnel aux dons d'organe.
51. Crise de foi : Jean-Guy a un gros coup de blues, mais Hervé est là pour le remotiver.
52. Le chauffeur (avec Thierry Frémont) : suivant les ordres de Jean-Guy, Jean-Claude trouve un remplaçant à André comme chauffeur, mais ce dernier souffre du syndrome de Gilles de la Tourette...
53. Impôt sur le revenu : Hervé demande à Sylvain de l’aider à faire sa déclaration d’impôt mais Philippe et Jean-Claude débarquent…
54. Drame conjugal : la femme de Jean-Claude lui annonce qu’elle le quitte ; JC ne s’en remet pas.
55. Hervé contre Goliath : Hervé raconte à Jean-Claude que, témoin du vol de sa voiture, il a également été la victime du voleur…
56. Un air canaille : alors que Sylvain se prépare à intervenir durant un congrès, Jean-Claude s’aperçoit qu’il a perdu sa dent sur pivot ; il lui demande la sienne...
57. Le pigeon (avec Hubert De Filippo) : Maéva a recueilli un pigeon blessé. Ça tombe bien : le repas de la cantine ne plaît pas à Jean-Claude...
58. Ouïe : Jean-Guy, souffrant, doit porter des prothèses auditives pendant une semaine ; l’occasion pour Hervé et Jean-Claude de dire ce qu’ils pensent de lui sans se faire entendre…
59. Christian, clochard (avec Thierry Frémont) : Hervé et Jean-Claude trouvent un SDF malodorant et aviné dans les toilettes du bureau. Celui-ci cherche à se venger...
60. Carton rouge : après avoir blessé Sylvain lors d'un match de foot improvisé dans l'espace détente, Hervé et Jean-Claude écopent d’un blâme ; mais ce n’est pas le premier pour le commercial…
61. Photo mateur : Hervé a pris des photos compromettantes d'André avec la femme du Président, et essaie de le faire chanter...
62. L’homme de Rio : Jean-Claude et Philippe testent Hervé sur ses connaissances cinématographiques, mais ce dernier se disputent avec eux sur la date de sortie du film L'homme de Rio.
63. L’espace de liberté : Jean-Claude n’accepte pas l’idée que sa femme pourrait se faire embaucher dans la même boîte que lui.
64. Base jump : Vince raconte à Nancy sa passion pour les sports à risque. Jean-Claude, jaloux, surenchérit et propose une compétition avec Vince...
65. Le pot : Jean-Claude fait un pot à l'espace détente, après être revenu avec des huîtres d'Oléron et des rillettes du Mans, qu'il a stocké dans le coffre de sa voiture pendant plusieurs jours...
66. La discrète : c'est l'anniversaire de Jean-Guy ; Jean-Claude, qui n'a pas participé au cadeau, essaie de se racheter en donnant un paquet qu'il a volé à Sylvain...
67. Pacemaker (avec Chantal Neuwirth) : Annie confie à Hervé qu'elle a des problèmes cardiaques, son pacemaker étant implanté sous son imposable poitrine.
68. Marylin et Madonna (avec Catherine Benguigui) : Louise, employée à la comptabilité, quitte la boîte pour faire du cinéma. Elle a bien du mal à expliquer à Maéva et Jeanne le pseudo qu'elle s'est choisie.
69. La cinquième dimension (avec Viviane Vaugelade) : Jean-Claude se retrouve affublé d'une stagiaire bien particulière.
70. Vidéo crade : Hervé et Philippe veulent faire une blague à Sylvain, mais tout ne se déroule pas comme prévu.
71. Le voleur (avec Hubert De Filippo) : Hervé vient en aide à un vigile accusé d'avoir volé un agenda.
72. Les bons comptes (avec Vanzetta) : le bilan-comptable de la société a été établi, il n'est guère encourageant.
73. Le trésor de JC : à cause de travaux dans le bureau de Jean-Claude, toutes ses affaires sont mises dans l'espace détente. Hervé demande à Sylvain de l'aider à trouver un mystérieux coffret que JC contemple tous les ans, à la même date...
74. Monica : Jean-Claude tient à tout prix à rencontrer Monica, une ravissante italienne, ancien mannequin pour lingerie, qui est la correspondante de Maéva.
75. Cathodique : Jean-Claude va passer à la télévision. Hervé lui propose un défi.
76. L’atelier du rire : Jeanne, qui a participé à une séance de yoga du rire organisée par Serge le psychologue, n'arrête pas de rire depuis, ce qui commence à inquiéter tout le monde.
77. Démon de midi : Jean-Guy revient, transfiguré, de ses vacances sur la côte d'Azur.
78. Star au bureau (avec Olivier Doran et Cécile Marson) : Jean-Claude est le sujet principal de l'émission Star au bureau où il doit enfin rencontrer son idole, Johnny, en chair et en os. Mais, alors que le chanteur arrive avec l'ascenseur, celui-ci tombe en panne, en plein direct...
79. La méthode Crépin-Wilson (avec Jim Adi Limas) : Hervé, qui ne connaît pas la langue, tente de parler japonais avec un client de la boîte, sous le regard de Jean-Guy qui compte sur lui...
80. La répétition : Hervé prépare ses collègues Jean-Claude, Sylvain et Maeva à une importante manifestation qui va se dérouler à Paris. Jean-Guy, dans le camp d'en face, lui souhaite bonne chance...
81. Retour de vacances (avec Olivier Doran) : Jean-Claude revient de vacances et tombe sur un nouveau commercial, fraîchement embauché. Il commence à être inquiet...
82. Le chien (avec Élie Semoun) : Hervé est en colère : le chien du vigile, aussi dérangé que son maître, lui a déchiré son pantalon.
83. Bus en grève : Malgré la grève des bus, Jean-Guy n’accepte pas les retards et absences de ses employés.
84. La résidence : Jean-Claude s’est fait berner, et est maintenant propriétaire d’un taudis en bord de mer. Il essaye alors de refourguer son bien à l’un de ses collègues…
85. Poisson d’avril : Hervé, victime d’un poisson d'avril en plein mois de mai, tente à son tour de piéger un de ses collègues.
86. 1er mai : Jean-Claude et Hervé sont contraints de venir travailler un 1er mai, en punition de certaines de leurs magouilles...
87. Le pot-de-vin (avec Olivier Doran) : Sylvain est mis à contribution par Jean-Guy pour verser un pot-de-vin à l’expert de la sécurité lors de sa visite annuelle. Mais ce dernier se révèle un escroc, comme le révèle Hervé.
88. Nostalgie (avec Ged Marlon) : un poète (par ailleurs le professeur d'un fils de Jean-Claude), qui se révèle être un individu assez réactionnaire, est attendu pour une séance de dédicaces à l'espace détente. Hervé, qui le connaît de réputation, commence à lui parler...
89. Faux témoin : Hervé et Fred rejouent pour de rire une scène de sitcom, mais Sylvain prend cette déclaration sérieusement…
90. Fuego (avec Nikola Koretzki) : Jean-Claude tente de vendre sa Renault Fuego à un jeune, assez tatillon...
91. Poker (épisode double, avec David Talbot) : une partie de poker, qui se déroule tard le soir dans l'entreprise, tourne mal.
92. Naze club : Jean-Claude est prêt à tous les sacrifices pour avoir accès à une séance de hammam dans le club de remise en forme que fréquente Nancy...
93. Action psy : Jean-Guy demande à Serge de préparer psychologiquement les employés à un éventuel licenciement...
94. Le virus (avec Tom Novembre) : Philippe a envoyé un virus informatique aux ordinateurs des employés de Digix. Mais cela ne se passe pas comme prévu quand Privisevsky renvoie le virus à Jean-Claude...
95. Premier secours : Hervé essaie d'être gentil avec Sylvain.
96. L’acteur social : Serge tente une nouvelle technique de séduction auprès de Jeanne.
97. Grosse crève : Maéva a un gros rhume ; ses collègues lui donnent des médicaments pour que ça passe.
98. Psychominute : Serge essaie de consoler Jeanne qui s'est fait larguer, une fois de plus, par un sale type.
99. La nièce d’Annie (avec Catherine Benguigui et Chantal Neuwirth) : Annie fait venir sa nièce, autiste, pour qu'elle s'occupe.
100. Pitbull : Le chien d'André risque d'être piqué puisqu'il a agressé une personne âgée.
101. Globe-trotter : Vince va présenter à la direction son projet du tour du monde en tandem avec Fred.
102. Accrochage : André a renversé une personne âgée avec la voiture du patron, pendant qu'il conduisait ce dernier. Il demande à Jean-Guy de se faire arrêter quelqu'un d'autre à sa place pour délit de fuite. Ainsi Jean-Claude est invité à faire sa tournée avec la voiture du patron.
103. Le publicitaire (avec Sören Prévost) : la boîte décide de faire de la publicité.
104. Maéva se refait une beauté : Maéva veut s’offrir une intervention de chirurgie esthétique.
105. La bouée de JC : Jean-Claude a des hémorroïdes ; il amène au bureau son canard gonflable en plastique pour le soulager.
106. Trou de mémoire (avec Jean-François Gallotte) : Fred, intoxiquée, a oublié ce qu'elle a fait la nuit dernière avec l'agent de sécurité...
107. La gueule ouverte : Maéva a mal aux dents ; ses collègues essaient de trouver une solution.
108. Violette (avec Aïssa Maïga) : Jean-Claude reçoit la visite d'une de ses conquêtes au bureau…
109. Vendus : la boîte va être rachetée, mais le personnel ne va pas se laisser faire.
110. Tu m’as vu à la télé (avec Gus De Kerven) : Sylvain tente de dire à ses collègues qu'il est passé à la TV, mais tout le monde s'en fiche...
111. Shalom JC : Jean-Claude, qui cherche un moyen de faire plus de chiffre d'affaires, tente de nouvelles choses...
112. La cousine (avec Sophie-Charlotte Husson) : la cousine de Sylvain vient au bureau ; JC et Hervé se font passer pour ses meilleurs amis.
113. Kits au black (avec Sébastien-Michel Raymond) : les nouveaux meubles de bureau des employés viennent d'arriver en kit ; Hervé est chargé de trouver quelqu’un pour les monter…
114. Dimitri (avec Raphael Lenglet) : Dimitri, le fils d'Eva, vient faire un stage au bureau.
115. Que du bonheur : Hervé doit se rendre chez des amis accompagné de Fred. Mais une dispute éclate entre les deux, au sujet de la tenue de Fred.
116. Concurrence (avec Didier Bénureau) : Bruno, le nouveau responsable logistique de la boîte, veut devenir délégué syndical. Appartenant à un syndicat concurrent de celui d'Hervé, les deux hommes entrent en compétition.
117. Le vol du pélican : Hervé s'est fait voler son stylo fétiche en métal, cadeau des ouvriers polonais en lutte dans les années 1980...
118. Moment d’égarement : Jean-Claude veut savoir ce qui s'est passé la nuit où Sylvain, après une fête arrosée de la boîte, a dormi chez Nancy...
119. La brute : Jeanne est victime de violences conjugales de la part de son nouveau fiancé, le cuisinier du Balto.
120. Chouff les chooses : Jean-Claude essaie de nouvelles chaussures que sa femme lui a acheté, mais se rend compte qu'elle s'est fait arnaquer.
121. Transfert : Serge essaie une technique de manipulation psychologique pour que Jeanne tombe amoureuse de lui.
122. Buffalo Bill : Sylvain veut inviter Maéva à dîner au restaurant « Buffalo Bill », mais a peur des représailles de Hervé et Jean-Claude.
123. Le blues du quadra : Jean-Claude veut divorcer ; Serge tente de l'en empêcher...
124. Une fille qui promet : Nancy essaie de camoufler une erreur professionnelle en manipulant le personnel…
125. Courage Jean-Claude ! : Jean-Claude essaie d'arrêter de boire.
126. En cloque : un test de grossesse est trouvé dans les toilettes. Les rumeurs se tournent vers Fred qui nie sa grossesse à Hervé.
127. La place du mort : Nancy cherche quelqu'un qui peut la raccompagner chez elle. Qui de Jean-Claude en Xantia ou Hervé en scooter la raccompagnera ?
128. La maman (avec Josiane Stoleru) : la mère de Sylvain vient à la boîte demander une augmentation à Jean-Guy pour son fils.
129. Charité bien ordonnée : une collecte a lieu dans l'espace détente.
130. Clean : Fred arrête les drogues.
131. La cacanalyse : Hervé suit une thérapie pour faire face à ses problèmes de couple avec Fred.
132. Double veste : Jean-Claude a acheté deux vestes identiques, pour qu'il puisse simuler sa présence au bureau.
133. Bonne étoile : Jeanne demande à Serge son signe astrologique. Il correspond avec celui de Jeanne, mais pas son ascendant...
134. Margot (avec Anne Caillon) : Margot, une prostituée, est venu chercher l'argent que Hervé lui doit. Elle en profite pour faire la connaissance de Jean-Claude, et lui propose ses services...
135. Mauvais fils : la mère de Sylvain appelle son fils en permanence au téléphone afin de perturber son idylle avec Maéva.
136. Malade : Sylvain, malade, est en plein bilan comptable trimestriel. Il doit faire un test d'urine. JC et Hervé tente de s'en amuser, mais commettent une maladresse...
137. Utile (avec Louis Canelin) : Jeanne a amené son fils au bureau car elle n'a trouvé personne pour le garder. Jean-Claude lui trouvera des occupations...
138. Une femme en colère : Fred se lâche sur André lorsque celui-ci agresse de nouveau Sylvain. En réalité, Sylvain est maquillé par Maéva en vue d'Halloween, jusqu'à ce que André le frappe réellement, puis par Fred, et enfin Hervé qui ne supporte pas Halloween.
139. Halloween : le personnel fête Halloween. Seul Hervé rouspète, étant hostile dit-il à cette invasion de la culture consumériste nord-américaine qui remplace la fête de la Toussaint.
140. Merci Jean-Guy : grâce à Jean-Guy, Jeanne passe cadre et bénéficie enfin de ses mercredis après-midi, mais au détriment de toutes ses soirées, Jean-Guy lui ayant concocté un emploi du temps surchargé...
141. Rupture : Jean-Claude s’est fait mettre dehors par sa femme. Ses collègues tentent de le soutenir dans cette épreuve difficile, Nancy lui propose de venir dormir chez elle, tandis qu'Hervé réussit à le réconcilier avec sa femme.
142. Poubells'boy (avec Pierre Lacan) : un éboueur malhonnête vient vendre ses calendriers dans la boîte grâce à ses dons de comédien et ses astuces, qu'il n’hésite pas à détailler à Hervé et Jean-Claude.
143. Fausse identité (avec Catherine Barone) : une femme enceinte cherche un certain Hervé Dumont partout dans la boîte…
144. Une petite faveur : Jean-Guy demande à Jeanne de retoucher son pantalon avant de se rendre à une réunion avec le patron. Alors qu'elle termine sa couture, Jean-Guy est contraint d'attendre à demi nu derrière la porte des toilettes. Jeanne essaie alors de profiter de la situation après que Hervé lui a annoncé une victoire syndicale...
145. Œdipe : Sylvain a vu un homme du Lions Clubs draguer sa mère…
146. Pouf pouf : Juju s’amuse à prendre une voix « chaleureuse » quand elle fait des annonces au micro concernant Hervé, ce qui rend Fred folle de jalousie...
147. Le porte poisse (avec Lionel Abelanski) : un nouveau comptable arrive dans la boîte, mais son parcours professionnel semble maudit, chaque boîte où il passe fermant peu après...
148. Blessure secrète (avec Mathieu Delarive) : Jeanne est très attirée par le nouveau ; elle tombe sur un test que ce dernier a rempli dans un magazine. Mais celui-ci a une blessure secrète...
149. Bonne poire (avec Chantal Neuwirth) : Annie est invitée par Jean-Claude à aller aux sports d'hiver avec sa famille. Cependant, lorsqu'elle en discute avec Serge, ce dernier lui fait comprendre que ce n’est pas pour sa compagnie que le commercial l'a invité...
150. Instinct paternel : Fred est enceinte et l’annonce à Hervé. Celui-ci sent alors grandir en lui l’instinct paternel…
151. Y'a photo (avec Michel Scotto) : l’entreprise recherche une employée pour poser en tenue légère sur une belle plage des îles pour le catalogue de la boîte. Fred est en compétition avec ses collègues…
152. Bâton merdeux : Nancy laisse sa place à Jean-Claude pour effectuer une mission à l'étranger, mais celui-ci craint que ça ne vaille pas le coup…
153. Dette de jeux (avec Olivier Doran) : Philippe, qui a des dettes de jeu, est menacé au bureau par un homme qui veut lui briser les genoux. Hervé, qui sort d'une dispute avec Jean-Guy, est mis au courant et va utiliser la situation à son avantage...
154. Souvenirs souvenirs : Sylvain, au cours d'un voyage organisé par la boîte, se retrouve en prison en Égypte, accusé de vol de babioles-souvenir, mais Jean-Claude n'est pas étranger à l'affaire...
155. Téléphone rose : Juju a trouvé un petit travail pour arrondir ses fins des mois.
156. Le sauvageon (avec Ona Lu Yenke) : Blaise, en pleine réinsertion, a obtenu un poste dans l'entreprise. Mais c'est sans compter sur la maladresse de Sylvain...
157. À l’eau : Hervé et Jean-Claude échangent par erreur un téléphone avec celui de Jean-Guy.
158. Ring parade : Jean-Claude a amené son coq de compétition Champion pour défier le chien d'André, Pitié. Mais le coq meurt pendant sa séance d'entrainement avec Sylvain...
159. Que je t’aime : un karaoké est organisé pour l'anniversaire de Sylvain.

### Troisième saison (2003)
1. Parigot tête de veau (avec Lionel Abelansky) : un parisien arrive dans la boite pour faire un stage et se fait chambrer lourdement par les employés, notamment Jean-Claude, ce qui commence à l'agacer...
2. Clandestins : Hervé aide des immigrés clandestins, mais uniquement pour séduire Florence, une militante du syndicat.
3. Vol postal : un colis de Nancy a disparu ; Jean-Claude reçoit une lettre perso au bureau.
4. Radio terrain : l'entreprise propose aux employés de créer une radio locale.
5. Friday afternoon fever : un concours de danse inter-société est organisé, avec Jean-claude et Jeanne comme danseurs et Hervé comme entraîneur. Tandis qu'ils se préparent pour la compétition, André menace de casser la figure d'Hervé si l'équipe de la boîte n'arrive pas premier.
6. Vendredi quoi ? : Hervé a obtenu le droit de faire un Friday Wear ; le vendredi, tous les employés peuvent venir habillés de manière « décontractée ».
7. Abus de biens sociaux : la liste des appels téléphoniques personnels passés par les employés va devenir publique. Hervé et Jean-Claude, qui appellent des numéros de téléphone rose sur leur lieu de travail, demandent à Juju de faire porter le chapeau à Sylvain.
8. Messieurs les censeurs : Hervé, responsable de la vidéothèque du Comité d'entreprise, voit certain de ses films être censurés par Jean-Guy au prétexte qu'ils seraient « subversifs ».
9. Banco royal : Hervé et Jean-Claude jouent à un jeu d'adresse consistant à lancer des pièces dans un gobelet. Ils y jouent ensuite avec Jean-Guy et font plusieurs paris avec lui, montant la mise à chaque fois alors qu'ils perdent face au DRH...
10. Sushi sans soucis : la cafétéria étant fermée, Hervé, Jean-Claude, Sylvain et Jeanne commandent des sushis pour déjeuner, mais finissent par se disputer tandis que la commande tarde à arriver...
11. Bonne bise : Jean-Claude donne des conseils à Sylvain pour qu'il arrive enfin à séduire Maéva. Voyant qu'il n'y arrive pas, JC lui fait une démonstration « en direct » sur Maéva, ce qui commence à rendre Sylvain jaloux...
12. L’annonce faite à Sylvain : Maéva fait une demande de fiançailles à Sylvain.
13. Le choc des titans (avec Chick Ortega) : Hervé et Jean-Claude essayent de monter Kurt, le manutentionnaire baraqué qui livre les bonbonnes d'eau pour le distributeur contre André, le psychopathe de la boîte en lui laissant un message d'insultes sur son téléphone et en se faisant passer pour André. Mais tout ne se passe pas comme prévu...
14. Cartes sur table : Hervé et Jean-Claude essayent de pigeonner des employés de la boîte, notamment Sylvain, au jeu du bonneteau. C'est alors que André arrive et fait monter la mise...
15. Faux témoignages : le frère de Fred, Eric, qui sort une nouvelle fois de prison, a volé l'autoradio de la voiture du Président, conduite par d'André ; Fred demande alors à Hervé de faire un faux témoignage pour accuser quelqu'un d'autre...
16. Kits au black (avec Sébastien-Michel Raymond) (cet épisode apparaît déjà dans la saison précédente)
17. Jo l’incruste : Fred dort chez Hervé pendant qu'elle héberge Vince chez elle. Hervé en a marre.
18. Les fous du volant : une course de voiture inter-entreprise est organisée sur un jeu vidéo en ligne. Jean-Claude y participe comme conducteur de la boîte, soutenu par Hervé et Philippe.
19. 150 calories : Jean-Claude et Hervé discutent d'un article de journal qui affirme que faire l'amour fait perdre 150 calories.
20. La grande bouffe : Hervé et Jean-Claude déjeunent grassement dans l'espace détente.
21. Le grand ménage : alors que les femmes de ménage de l'immeuble sont en grève, Philippe et Sylvain sont supervisés par André pour nettoyer l'espace détente.
22. L’esprit de Noël : une distribution de cadeaux a lieu dans l'espace détente, mais ceux-ci ne plaisent pas au personnel.
23. Plaisir d’offrir (avec Tom Novembre) : Hervé et Jean-Claude apprennent que la boîte fêtera Noël avec les employés de chez Digix.
24. Noël en famille : Hervé et Jean-Claude veulent consoler Philippe.
25. Mère courage : Jeanne est désespérée, sa fille s'est fait renvoyer de l'école.
26. Échangisme : Jean-Claude est allé dans un club d'échangisme. Hervé aimerait y aller également, mais doit s'y rendre avec Fred, les hommes seuls n'étant pas acceptés...
27. Système solaire : Kévin, l'un des fils de Jean-Claude, a eu une bonne note à l'école.
28. Sara (avec Rachel Darmon) : une jeune fille, Sara, arrive dans la boîte et annonce à Hervé qu’elle est sa fille. Ce dernier est sous le choc...
29. Carole le retour : Carole revient au bureau après une longue absence due à une méningite.
30. Rêve party : Philippe et Vince organisent une fête privée surprise pour Fred, mais Jean-Claude fait passer le mot à tous ses collègues…
31. Sale affaire : Philippe, Jean-Claude et Hervé trouvent un corps inanimé dans les WC.
32. Hormones décroissantes (avec Florence Deretz) : Jean-Claude prend un traitement pour calmer sa libido…
33. Le bonnet d’Einstein : Jean-Claude prend des pilules pour soi-disant le rendre plus intelligent...
34. Tomber sur un os (avec François Monnié) : Hervé reçoit un ouvrier-métallurgiste en contrat de requalification, celui-ci détestant les syndicats et souhaitant avoir des renseignements sur le métier de directeur des achats...
35. L’art du DRH : Jean-Guy a installé une boîte à suggestions dans l'espace détente.
36. Le chef-d’œuvre : Jean-Guy et Hervé, à la suite d'une longue négociation, sont parvenus à un accord salariat-patronat parfait qui efface tous les désaccords au sein de la boîte. Se remémorant leurs actions passées, ils craignent cependant la monotonie qui va s'ensuivre, du fait d'un accord trop parfait...
37. Concert : Jean-Claude invite Hervé à un concert de son idole Johnny, mais Hervé n'est pas fou de joie...
38. Langage fleuriste (avec François Rodinson) : Jean-Guy empêche Jean-Claude de réaliser une vente à l'étranger, jugeant que sa grossièreté va tout faire capoter.
39. Escarmouche : Hervé reçoit un appel de son ex pendant une démonstration informatique.
40. Le bout du rouleau (avec François Morel) : un comptable de la boîte viré veut tout balancer…
41. Le fauteuil (avec Barthélémy Goutet) : Hervé a commandé un somptueux fauteuil pour l'espace détente, ce qui attire les convoitises...
42. Grosse commission (avec Tom Novembre) : Jean-Claude reçoit une grosse commande pour des C14, de la part de son pire ennemi...
43. Pizza Hot (avec Jean-Michel Leray) : Hervé et Jean-Claude commandent une pizza.
44. Janepar (avec Magali Guirodot) : une remplaçante arrive au bureau.
45. Rumeur : il paraît que Jean-Claude va devenir directeur des ventes…
46. Solidarnosc : Vince refuse de prendre le courrier syndical d'Hervé.
47. Des p’tits trous : Sylvain découvre les joies de la poinçonneuse !
48. Courrier en retard : Vince a oublié de donner une lettre importante à Jean-Guy. Ses collègues l'aident à rattraper le coup.
49. Tendresse : André consulte Serge après le décès de sa mère.
50. Les inséparables : Sylvain a apporté un couple d'oiseaux inséparables au bureau mais, à cause de Jean-Claude, une catastrophe arrive...
51. L’ardoise (avec Macha Béranger) : Madame Suzanne, la patronne du Balto, vient trouver Jean-Claude sur son lieu de travail pour qu’il règle ses dettes, assez conséquentes, ne se laissant pas apitoyer par le boniment du commercial...
52. La salle de conférence : les employés de la boîte doivent voter pour le nom de la salle de conférence.
53. Ma fille (avec Rachel Darmon) : la fille d'Hervé débarque une nouvelle fois au travail.
54. Et avec ceci… ? : durant le week-end, Jean-Claude a malencontreusement tué un sanglier en le percutant avec sa voiture. Il débarque au bureau avec la viande découpée de l’animal, espérant la vendre afin de remplacer son pare-chocs endommagé.
55. Même pas peur : Hervé attend les résultats d'un test HIV et angoisse…
56. Q.I. : Jean-Claude raconte à Hervé avoir regardé avec sa femme une émission sur le QI. Il lui détaille les résultats des tests qu'ils ont faits à cette occasion, assez inquiétants...
57. Le sourire : Hervé prépare des négociations salariales avec Jean-Guy…
58. Protection rapprochée : André est chargé de protéger Sylvain pendant le bilan comptable de la boîte.
59. Mea culpa (avec Thierry Bosc) : un ancien collègue de Jean-Claude et d'Hervé est de retour pour se faire pardonner.
60. Justice à la carte : en sortant d’un restaurant, Hervé érafle une voiture et laisse une carte de visite sur le pare-brise.
61. Vieille fille (avec Raphaël Lenglet) : Hervé s'inquiète du comportement de Philippe.
62. Problème technique : Jean-Guy, Nancy et Hervé forment une cellule de crise après des problèmes sur les C15.
63. Lingerie fine : Juju présente dans l'espace détente un assortiment de lingerie fine qu'elle souhaite vendre à ses collègues femmes. Jean-Claude est intéressé...
64. Frères ennemis : Hervé et Jean-Claude entrent en conflit après le déjeuner.
65. Petits détails (avec Pierre Lacan) : Hervé recrute un assistant polyvalent.
66. Caca de chien : Hervé et Jean-Claude veulent se venger du chien d'André.
67. La belle doche (avec Rachel Darmon) : Sarah, la fille d'Hervé, fait connaissance avec Fred.
68. Vince tonic : Vince dispense à ses collègues féminines un cours de gym-tonic, mais Jean-Claude s’incruste...
69. La gifle : Fred, qui parle à Hervé d'un éventuel plan drague avec un mec, se prend une claque.
70. Graine de star : la boîte organise un spectacle de fin d'année pour les enfants.
71. Bio-terrorisme : Sylvain a attrapé un virus.
72. Élections piège à cons : les employés doivent voter pour savoir qui ira à la fête du magazine Stratège.
73. Messages en chanté (avec Emmanuel Donzella) : Hervé a trouvé une annonce au pressing.
74. L’âge ingrat : Jean-Claude demande des conseils beauté à Philippe.
75. Bêtes de course : Hervé, Jean-Claude et Sylvain organisent une course d'escargots.
76. La poignée : Jean-Guy va aux toilettes après s'être énervé avec Hervé ; la poignée de la porte tombe, empêchant le DRH de sortir. Jean-Claude et Hervé ne semblent pas très motivés pour l'aider...
77. Le cocktail : Hervé et Jean-Claude se régalent du cocktail organisé par la direction, pensant qu’il est terminé…
78. Tu fais quoi le 31 ? (avec Cosimo Mero) : Hervé, seul, essaye de trouver avec qui il va passer le réveillon du nouvel an.
79. Grogne sociale : les employés s’inquiètent de la démotivation d’Hervé en tant que syndicaliste, depuis sa récente promotion.
80. À la gorge : Hervé apprend que Jeanne a une saisie sur salaire ; il n’accepte pas qu’elle ne l’ait pas tenu au courant.
81. Chasse à courre : un lion s’est échappé, l’occasion pour Jean-Claude de montrer ses talents de chasseur...
82. Flagrant délit : Hervé découvre que Juju lui a volé sa collection de DVD d’art et essai.
83. La traque : lors d’un rendez-vous avec une de ses maîtresses, Jean-Claude perd son portefeuille. Malheureusement pour lui, c’est le mari de la femme infidèle qui le retrouve...
84. Mode d’emprunt : Fred a besoin d’un téléphone pour confirmer un rencard et emprunte celui d’Hervé.
85. Gisèle (avec Clotilde Courau) : une ex-petite amie de Fred, assez virulente, vient régler quelques détails avec elle et tombe sur Philippe, qui tente de la calmer.
86. Boxing Jeanne : Jeanne est agressée dans le parking de la boîte. André s'entiche d'elle quand elle lui raconte comment elle s'est défendue.
87. Démystification : Sylvain tente de mieux connaître Maéva en faisant analyser par Serge un de ses tickets de caisse qu’il a trouvé.
88. Mauvais rôle (avec Géraldine Kergot) : Jean-Claude demande à Maéva de se faire passer pour sa femme auprès d'une maîtresse qui doit venir le voir au bureau.
89. Documenteur : dans son éternelle tentative de séduite Nancy, Jean-Claude lui fait croire qu’il a, lui aussi, suivi avec attention le documentaire animalier diffusé à la télévision la veille au soir. Nancy tente de le piéger en lui posant des questions à ce sujet...
90. Placard blues (avec Emmanuelle Escourrou) : Sylvain retrouve une collègue qu’il n’avait pas vu depuis longtemps. Celle-ci lui explique les manipulations de Jean-Guy qui l'ont fait démissionner.
91. Désespérée : Jeanne s’est une nouvelle fois fait plaquer et expose sa dépression à Serge, qui essaye alors de lui démontrer qu’il pourrait être l’homme idéal pour elle...
92. Copie non-conforme : à la suite d’une nouvelle cure de désintoxication, Jean-Claude perd tous ses talents de vendeur, perdant marchés sur marchés. Il va lui falloir réagir...
93. La journée de l’infâme : Jeanne espère que la boîte célébrera la journée de la femme pour pouvoir demander plus facilement ses mercredis après-midi à Jean-Guy.
94. Guerre et paix (avec Tom Novembre) : Hervé tente d’instaurer un protocole d’accord entre Jean-Claude et son ennemi, M. Privisevsky, mais rien n'est simple...
95. Le grand soir (avec Denis Ménochet) : Sylvain invite Maeva à passer une soirée endiablée, mais André et son frère vont venir contrarier ses plans...
96. La vamp : pour mieux se débrouiller face à la direction, Jeanne décide, sur les conseils de Serge, d'adopter un look radicalement différent...
97. Danger tabac : Hervé décide d'arrêter de fumer, mais il a obtenu auparavant le droit que l'espace détente devienne fumeur, et beaucoup de ses collègues fument...
98. Grâce présidentielle : Hervé est prêt à passer deux ans en prison pour devenir un martyr syndical, et ainsi se valoriser au sein de son organisation, mais tout dégénère quand les accusations s’aggravent et s'accumulent.
99. Bagage intellectuel : Hervé tente d'inculquer à Jean-Claude des bribes de culture afin qu'il puisse séduire Nancy. Il lui conseille de regarder un documentaire sur Clemenceau qui doit passer le soir même à la télé. Le lendemain, JC en parle à Nancy...
100. Casting : Jean-Claude est tout fier de présenter son fils à une agence de mannequin, espérant en tirer un profit. Vince, inscrit lui-aussi à cette agence, lui parle de son expérience.
101. Étrennes (avec Christelle Cornil) : pendant les fêtes de fin d’année, la femme de ménage de la boîte utilise toutes les magouilles possibles (ayant des dossiers sur tout le monde) pour récupérer un maximum d’étrennes...
102. Folie diététique : Philippe tente d’expliquer à Jeanne comment manger sainement.
103. Prohibition : pour limiter la consommation d’alcool de Jean-Claude, Jean-Guy charge Maéva de le surveiller. Mais Jean-Claude a plus d'un tour dans son sac...
104. Monnaie (avec Denis Ménochet) : le frère d'André, qui a décroché un job de maintenance de la machine à café, cherche à attraper les resquilleurs qui pillent la recette de la machine.
105. Un gros gros problème : Serge et Jean-Claude s'amusent à faire croire à Sylvain qu'il a fait un « bond dans le temps ».
106. École du commerce : un fils de Jean-Claude a un problème avec ses devoirs.
107. Amour aveugle : une jeune femme se présente à Hervé et Jean-Claude comme étant la sœur de Philippe. André tombe sous le charme de cette belle inconnue... qui n'est pas ce qu'elle semble être...
108. Roulez jeunesse (avec Raphaël Lenglet) : Dimitri, le fils d’Eva, emprunte la voiture de sa mère mais a malencontreusement un accident sur le parking de la boîte.
109. P4 : Jean-Claude demande à Serge de le faire passer pour dépressif afin de bénéficier de congés payés longue durée.
110. Leçon de vit : Jeanne essaye d'expliquer la vie amoureuse et sexuelle à Maéva, en prenant sa vie en exemple, ce qui est subjectif, puisqu'elle tombe seulement sur des sales types.
111. Paparazzi (avec Mamadou Gari) : Sylvain a pris par hasard en photo la fille du député-maire dans une posture compromettante avec son garde du corps… Jean-Claude essaie d'en profiter pour les faire chanter...
112. Le chien de JC : Jean-Claude a amené son chien au bureau…
113. Un petit coucou (avec Raphaël Lenglet) : Dimitri revient dans la boîte saluer Philippe et Fred.
114. Faux témoignages : le frère de Fred est sorti de prison.
115. Massage : Nancy réussit à obtenir de la direction la mise en place d’une chaise de massage dans l’espace détente. Jean-Claude tente d'en profiter, une fois de plus...
116. Parano : Sylvain, Maeva et Jean-Claude pensent qu'un oiseau s'est coincé dans le système de ventilation de l'immeuble.
117. Tournage (avec Riton Liebman) : une équipe de tournage de films pornographiques loue à Hervé le droit d'utiliser les locaux de la boîte pendant la nuit. Jean-Guy, qui n'est pas au courant, fait à cette occasion la connaissance du réalisateur...
118. Chat perdu : une idée lucrative vient à Jean-Claude lorsqu'il apprend que Madame Kapof a perdu son chat.
119. Lutte ouvrière : Hervé organise une manifestation de soutien en faveur d'une boîte concurrente qui vient d'être rachetée par un groupe inconnu, à la réflexion pas si inconnu que cela...
120. Watergate : Jean-Claude et Hervé espionnent Nancy grâce à un moniteur pour bébé.
121. Le dabe (avec Henri Guybet) : le père de Jean-Claude vient voir son fils au bureau.
122. Gros roupillon : Sylvain, fatigué, fait une sieste au bureau, hypnotisé par Serge. Mais il est victime de somnambulisme durant son sommeil, et démontre alors posséder une force étonnante, comme André en fera l'expérience...
123. Ne me quitte pas : Hervé, qui veut quitter la boîte, envoie son CV à une autre entreprise. Jean-Claude est désespéré.
124. Pompier de service : Philippe se propose comme pompier de service.
125. Don posthume : Vince tombe sur une vieille lettre d'un employé décédé.
126. Espace tendance (avec Christophe Guybet) : Nancy a engagé un décorateur audacieux pour réaménager l'espace détente. Hervé, d’abord septique, devient réceptif aux idées conceptuelles révolutionnaires de cet intervenant pas comme les autres...
127. Le panneau (avec Eric Thomas) : Francis, le manutentionnaire de la boîte, vient déplacer le panneau d'informations du CE, mais Hervé, croyant à une attaque de la direction, ne l'entend pas de cette oreille...
128. Vade retro : Hervé dérobe le gobelet de café de Sylvain ; or, ce dernier a de l’herpès...
129. Le mot : Jean-Claude décide d’épater ses collègues en utilisant un mot sortant de l’ordinaire (« cambrion »). Mais personne se semble impressionné...
130. Opération tempête dans ta gueule : Hervé et Jean-Claude réagissent aux provocations de la société concurrente de l'étage au-dessus, Digix.
131. Les furieux (avec Jean-Michel Leray et Jean-Pierre Pascaud) : Sylvain a un ami « beau gosse » qui participe au tournoi de scrabble dans son équipe des « Furieux » ; Fred, émoustillée, accepte de les accompagner.
132. Fusion : des rumeurs de fusion traînent dans l’entreprise. Hervé se tourne alors vers le pôle communication : Philippe, Vince et Juju.
133. Cheap and que dalle (avec Gérard Vives) : un Chippendale arrive à l’espace détente à la recherche de Maéva, au grand désespoir de Jeanne qui ne comprend pas l’attirance que l'homme, John-Kévin, a pour sa collègue...
134. Histoire d'eaux : Maéva a renversé de l'eau sur le clavier de Carole. Cette dernière, furieuse, demande une sanction.
135. Le parking : Jean-Claude monte une opération pour sauver Nancy d'un « prétendu » agresseur. Mais Nancy réagit et demande l'aide d'André pour la protéger...
136. Nymphomaniac : Maéva parle à Serge du fait qu'elle a « trompé » Sylvain. En effet, elle a rêvé qu'elle couchait avec Patrick Bruel...
137. Un beau geste : Hervé offre à Fred un nouvel ordinateur mais, étant radin, il fait tout pour compresser les prix...
138. One man show : Sylvain révèle à Jean-Claude qu'il va monter sur les planches lors d'un spectacle.
139. Au loup : Jean-Claude se plaint d'une douleur alors qu'il a un repas d'affaires.
140. Bachotage : Jean-Guy veut voir le diplôme de psychologie de Serge. Ce dernier, qui ne l'a pas décroché à cause d'un problème lors de l'examen, demande l'aide de Jean-Claude...
141. Leçon de charisme : malgré la présence de Sylvain qui tente de parler à côté d'eux, Jeanne et Jean-Claude continuent leur discussion comme si de rien n'était, quittant l'espace détente sans le remarquer...
142. Musclor : Hervé utilise un appareil d'électro-stimulation pour se muscler la paroi abdominale.
143. Parent idéal : Jean-Claude demande des conseils à Serge pour avoir la garde de ses enfants, car sa femme Véro veut divorcer.
144. Plein la gueule : Philippe, Jean-Claude et Hervé jouent à un jeu vidéo où ils torturent des clones virtuels des employés de la boîte.
145. Comme des bêtes : Sylvain raconte à Hervé sa soirée « torride » avec Maéva.
146. Pour l’amour de l’art : Maéva s'intéresse à l'art mais cela coûte cher à la boîte. Jean-Guy demande à Hervé de trancher.
147. Un brave homme (avec Éric Prat) : un médiateur vient rencontrer Hervé pour discuter du cas de Jean-Guy, qui encore une fois aurait maltraité Jeanne. Mais, en écoutant Jeanne et Jean-Claude, les deux ne semblent pas d'accord avec les faits relatés par Hervé... en effet, Jean-Guy a manipulé Jeanne et Jean-Claude en leur promettant des avantages (qu'ils n'auront évidemment pas, sitôt le médiateur parti).
148. Le bouc émissaire : Sylvain, le bouc émissaire de la boîte, est en vacances. Comme il n'est plus là pour « canaliser l'agressivité » et servir de « soupape » aux autres employés, l'ambiance se dégrade. Jean-Guy demande à Serge de trouver rapidement une solution.
149. La sagesse populaire : en fonction de divers dictons qu'ils énoncent à tour de rôle, Jeanne et Jean-Claude veulent changer la date du voyage organisé par le CE, ce qui met Hervé dans l'agacement...
150. Maéva soleil : Serge se présente contre Hervé aux élections de délégué syndical de la boîte ; mais Maéva a fait un rêve prémonitoire...
151. Solitude : les plans d’Hervé pour la soirée du nouvel an tombent à l’eau ; il se retrouve encore une fois tout seul…
152. Jean-Claude Worldwide (avec Emmanuel Quatra) : Jean-Claude peut enfin retenter sa chance à la vente à l'étranger, au grand désespoir de Carole…
153. La drogue c’est de la m… : Maéva veut droguer Sylvain pour qu'il tombe plus facilement amoureux d'elle.
154. Kevin et Lise : Jean-claude a trouvé dans le lit de son fils Kévin le soutien-gorge de Lise, la fille de Jeanne.
155. Demande de temps plein : Juju (qui travaille à mi-temps) fait une demande de temps plein.
156. Sale air : Jeanne et Vince ont besoin d'Hervé en tant que délégué syndical, mais celui-ci semble se contreficher de leurs problèmes.
157. Touche pas à mon sponsor : Vince participe à une célèbre émission de survie pour promouvoir la boîte.
158. La standard X : Juju est obligé de poser dans des magazines de charme pour améliorer son salaire miteux. Hervé et Jean-Claude le remarquent, et essayent d'en profiter...
159. La brute : Jeanne a été battue par son nouveau petit ami.
160. Margot : Une prostituée qu'Hervé va voir de temps en temps débarque à Geugène.

### Cinquième saison (2008)
1. La nouvelle machine : Hervé vend la machine à café à Rémy.
2. Cyber attaque

## Autres épisodes
Épisodes diffusés dans la version en 41 DVD parue à l'unité en kiosque. Ceux-ci sont regroupés sur 3 DVD qui sont les DVD no 13, 23 et 31.

### DVDno13
- Le grand retour (avec Jean-Luc Bideau, épisode double) : Hervé organise un pot pour le retour de l'ancien directeur financier Robert Leparc, après son internement à l'asile pendant dix ans, au déplaisir de la boîte. Mais c'est sans compter sur une gaffe de Sylvain...
- Tombola : la fille de Jean-Guy vient à la boîte vendre des billets de tombola.
- La mallette : le président a confié à Sylvain sa mallette. Hervé et JC soupçonnent qu'elle contient de l'argent à destination d'un paradis fiscal.
- Une grande âme : une discussion philosophique pour une vie meilleure se déroule à l'espace détente.
- Phéromones : Sylvain raconte le reportage qu'il a vu sur les phéromones.
- A vendre état neuf (avec Isabelle Mergault et Jean-François Dérec) : JC vend sa Fuego avec difficulté à un couple.
- Pote de camping (avec Jean-Marc Savidan) : un ami de camping à JC vient au bureau pour chercher du boulot.
- Bonne conduite (avec Chick Ortega, épisode double) : alors que Hervé et Fred se mettent en couple, le frère de Fred sort (une nouvelle fois) de prison.
- Objet trouvé (avec Pascal Légitimus, épisode double) : un policier retrouve la montre de Sylvain.
- La lipo : Jeanne veut se faire liposucer.
- Relookage : Fred propose à Maéva de la rhabiller pour attirer les hommes.
- Big brother (avec Élie Semoun) : le vigile de l'immeuble vient voir Philippe pour apprendre l'informatique.
- Week-end en amoureux : Hervé a planifié un week-end en amoureux avec Fred au Maroc. Mais cette dernière refuse.
- Écrivain public : JC demande à Maéva de lui écrire une lettre pour sa voisine…
- Sorcellerie : Jeanne a jeté un sort à Hervé et JC...

### DVDno23
- Vidéo gag : Jeanne embauche une amie de Fred comme nounou pour ses enfants, mais a placé une caméra chez elle pour la surveiller.
- Week-end désintox (avec Mathieu Delarive) : Régis, un ami de Serge, vient au bureau pour organiser un week-end « désintox ».
- La louve dans la bergerie (avec Christine Guerdon) : Jean-Guy emmène sa nouvelle maîtresse au bureau, ce qui effraie Serge...
- Retour vers l'enfer : un survivant du 11 septembre est embauché dans l'entreprise ; le personnel doit s'adapter.
- Électrochocs : André veut raccompagner Nancy chez elle, car cette dernière est effrayée.
- L’ascenseur social : Vince sort avec une fille issue d'une famille très riche.
- Pigeon Bob (avec Alexandre Apergis) : Sylvain veut vendre sa radio qui ne marche pas très bien au chauffeur de chez Prolox (malentendant équipé d'un sonotone) ; JC lui propose son aide...
- Jour de colère : de grosses tensions ont lieu dans l'entreprise.
- Dej de filles : les filles vont déjeuner ensemble, accompagnées de Jean-Claude qui s'y est invité.
- Cost killers : la direction a mis en place des restrictions de budget. Hervé et JC sont principalement ciblés.
- Johnny : JC est allé voir Johnny Hallyday en concert.
- Love scories : la vie de couple de Fred et Hervé est compliquée, surtout lorsque ce dernier la demande en mariage.
- Le syndrome de Stockholm (avec Denis Ménochet) : Fred discute avec le frère d'André de son propre frère qui est (encore une fois) en prison.
- Galette des rois : Carole demande à Hervé d'organiser l'épiphanie, auquel doit participer le sous-préfet.
- Le fils spirituel : Vince propose à JC (qui a des problèmes avec ses fils) d'être son fils spirituel.
- Papier cadeau : Jean-Guy désigne Vince pour emballer les cadeaux.
- La pétition de Philippe : Philippe fait signer une pétition contre l'homophobie, ce qui dérange certains collègues...

### DVDno31
- Omerta : André vole le baladeur d'Éva ; Sylvain, témoin de la scène, prend peur.
- Marée noire : Vince et Maéva vont manifester contre une société pétrolière qui a causé une marée noire.
- Un peu de couleur : Maéva a énormément de mal avec les dossiers. Carole décide d'utiliser un système de pochettes de couleurs pour l'aider.
- La visite : le président du Medef vient visiter l'entreprise.
- Faux départ : Jean-Guy supervise l'organisation du pot de départ du neveu du président. Nancy, chargée du discours, reçoit l'aide d'Hervé.
- Lady Macbeth : Sylvain a un stagiaire avec lequel il est très proche, ce qui ne plait pas à Maeva[1].
- Le secret de Nancy : les filles de la boîte veulent connaitre le secret minceur de Nancy.
- Le diner de Sylvain : Sylvain a un dîner avec Jean-Guy.
- Lolo la frite : Jean-claude est persuadé que sur une ancienne photo de Vince, la fille obèse qui montrait ses « lolos » en échange des frites, et surnommée par Vince « Lolo la frite », est Nancy (même si elle a maigri depuis), bien que cette dernière essaye de prouver le contraire.
- La grosse annonce (avec Franck Maigne et Sébastien Raymond) : le petit ami de Philippe veut présenter ce dernier à ses parents…
- Numérologie : Jeanne fait de la numérologie.
- Un tuyau (avec Raphaëlle Cambray et Laurent Tracol) : le(s) plombier(s) répare(nt) les toilettes…
- Tant va la cruche : la ville est inondée et l'immeuble de l'entreprise est cerné par les eaux.

### Épisodes divers
Épisodes rediffusés sans indication de saison, dont une immense majorité n'est jamais sortie en DVD :
- 3ème sexe
- Abdoul (avec Atmen Kelif) : Abdoul est victime de racisme.
- Actionnaire
- À l'amende : André a été pris en infraction par un radar routier avec la voiture du président ; il risque une amende qui pourrait lui sucrer son permis. Il force alors Philippe à dire que c'est lui qui conduisait la voiture.
- Agence des cœurs meurtris : Jeanne aide une amie, qui dirige une agence matrimoniale, à faire les sélections.
- Apprend oim : Carole demande à Vince et Juju de l'aider à réaliser une publicité, avec un langage qui attirerait les jeunes.
- Au nom de la loi : Vince est choisi comme juré d'un procès. Lui et Hervé pensent que l'accusé est innocent, mais Jean-Claude le pense coupable.
- Auto-école : Jean-Claude crée illégalement sa propre auto-école.
- Bilan de compétences : Sylvain veut faire un bilan de compétences pour savoir s'il a d'autres possibilités que comptable.
- Bonne année : Hervé, Jean-Claude, Sylvain, Julie, Jeanne et Nancy sont complètement ivres ; ils décident de finir le nouvel an au boulot.
- Bonnie and Clyde (avec Valerie Bonneton) : une vendeuse de sous-vêtements installe son stand à l'étage.
- Ça se soigne : Serge veut pousser Philippe à lui parler de son homosexualité.
- Chaud devant (avec Bruno Salomone) : un ex. de Nancy menace de s'immoler dans l'espace détente si celle-ci ne se remet pas en couple avec lui.
- Chef d’entreprise : le vendeur de drogue habituel de Vince passe le voir à son boulot. Devant le DRH, il parle de son travail comme d'une entreprise, histoire que Jean-Guy ne comprenne pas ses véritables activités.
- Clubbing
- Copain copine : Serge promet à Jeanne qu'il ne la harcèlera plus pour qu'elle soit sa petite amie. Mais Jeanne, méfiante, a le soutien d'André qui recadrera le psychiatre.
- Cotorep (avec Michel Scotto di Carlo) : un employé, travailleur handicapé Cotorep est embauché.
- Couloir en T : Eva dit que le couloir est en T ; Maeva comprend « hanté » et décide de faire une séance de spiritisme...
- Café renversée
- Crème d'avocat (avec Patrick Chesnais) : Jeanne a demandé à un avocat des prud’homme de passer au bureau...
- Déco d'enfance : Jean-Claude déteste le fait que Maeva ait mis le père Noël chanteur de son enfance en décoration de Noël.
- Échange standard : Juju est stagiaire aux archives de Maeva pendant une semaine.
- Entre femmes : Jeanne a subi une autre rupture. Fred lui conseille d'essayer les femmes, et l'embrasse pour lui montrer que ce n'est pas horrible ; mais Jeanne tombe amoureuse d'elle...
- Entretien : Sylvain a un entretien d'embauche pour un poste de comptable dans une autre boîte. Il accepte l’aide de Jean-Claude pour le préparer.
- Escort-girl : Nancy apprend que Carole part en Angleterre à sa place, mais préfère dire qu'elle a refusé d'y aller.
- Éva : Hervé, Philippe et Jean-Claude rencontrent Éva Kowalski, la remplaçante de Carole pendant son arrêt maladie, une femme sympathique mais hyperactive...
- Fait divers : Jean-Claude et Hervé stressent en apprenant que la machine à café d’une autre entreprise a été empoisonnée, ayant peur qu’un empoisonneur fou rôde dans le quartier.
- Fait passer : un chauffeur de taxi sympa a ramené le portefeuille que Jean-Claude a oublié dans sa voiture. Tous les gens à qui le portefeuille passe entre les mains prennent au passage de l'argent, accusant le chauffeur de taxi.
- Fines herbes
- Foie gras connection
- Franco-allemand : bien que Nancy et Carole aient travaillé toutes deux sur le dossier du rapprochement franco-allemand, Carole est la seule à partir en Allemagne. Nancy décide de ne pas se laisser faire.
- Générations : Carole, Jeanne et Maeva se rendent compte qu'elles n'ont pas les mêmes héros d'enfance que Fred, plus jeune.
- Grève de la Poste : Vince, au service courrier, pense être peinard pendant la grève de La Poste mais tout le monde lui donne du travail...
- Gobelet America : Sylvain revient de son stage aux États-Unis et passe son temps à vanter les mérites des USA et à parler avec un accent américain caricatural, ce qui énerve rapidement tout le monde...
- Grossesse nerveuse : Jeanne pense être enceinte.
- Haute couture : Nancy et Carole demandent que Juju soit hôtesse d'accueil à la place de standardiste ; le seul changement étant que l'hôtesse d'accueil doit porter un uniforme.
- Inondations : le domicile de Jeanne vient de subir des inondations.
- Jalousie : Fred conseille à Maeva de faire croire qu'elle a un autre mec pour rendre Sylvain jaloux.
- Jeux d'rôles : pendant une journée, les employés doivent échanger leurs rôles.
- Jean-Claude et la famille
- Ki ka bu : Jean-Guy veut tester un alcootest sur Jean-Claude.
- L'accueil téléphonique (avec Aure Atika) : la nouvelle standardiste, embauchée en emploi-jeune se fait recadrer car elle parle mal aux clients.
- L'Arbre de Noël : c'est le moment de choisir les cadeaux pour l'arbre de Noël des enfants de la boîte. Hervé, qui n'a pas d'enfants, veut se garder des cadeaux pour lui. Il fait mine de donner les cadeaux en question aux enfants de Jean-Claude.
- La crèche (avec Mouss Diouf)
- La promo du chef : Maeva grimpe d'échelon. Jean-Guy lui demande de recadrer Fred.
- La queumedienne (avec Laurence Charpentier)
- La secte (avec Jean-François Gallotte) : Maeva se laisse embrigader dans une secte intergalactique et invite le gourou, Gardanel à venir faire une collecte dans l'espace détente.
- Le code de la route : Jean-Claude doit repasser son code de la route après avoir tué une vache avec sa voiture...
- Le duel : Nancy et Carole se concurrencent sur leur pouvoir de séduction, prenant comme cible Jean-Claude...
- Le poids
- Les 3x20 (avec Jean Benguigui) : l'employé qui s'occupe de récupérer l'argent de la machine à café donne des astuces venant de son cousin commercial : les 20 premiers mots, les 20 premières secondes, à 20 centimètres du visage...
- Les cadeaux
- Les ciseaux coupent la feuille : Maeva à un rencard avec l'ennemi de Jean-Claude, Stanislas Privisevsky. JC aide Sylvain à l'affronter... au Chifoumi.
- Les copines (avec Sophie Mounicot)
- L'homme palpitant
- Licenciement lacrymal (avec Michel Scotto di Carlo) : Jean Guy doit annoncer un licenciement à un employé qui n'arrête pas de recevoir de mauvaises nouvelles...
- Ludivine : Hervé essaie de séduire Ludivine, une copine de Juju, qui semble être d'accord...
- Maévanoïaque : Maéva devient paranoïaque.
- Mauvaises fréquentations (avec Philippe Ambrosini) : Jean-Guy aide un chef d'entreprise, ami du président, à dissimuler sa comptabilité occulte au sein de la boîte.
- Même pas en rêve : Vince essaye d'obtenir un congé payé en Australie, en affirmant qu'il a une grand-mère aborigène qui lui a communiqué dans ses rêves qu'elle était malade...
- Même pas mort (avec Lionel Abelanski) : un collègue revient dans l'entreprise après un cancer et sa chimiothérapie, et veut reprendre son travail comme avant.
- Mercato (avec Laurent Desponds) : Hervé et Jean-Claude ont promis à un employé, Joardo (d'origine brésilienne), un poste « cool » s'il accepte d'intégrer l'équipe de foot de la boîte. Mais comme Joardo trouve qu'aider Vince au courrier n'est pas « cool », Hervé et JC demandent à la direction de lui donner une prime de valorisation, qui normalement était destinée à Vince...
- Merci d'avance : Maeva décide de faire une fête d'anniversaire pour son chat Antisthène. Plusieurs personnes la conseillent pour son annonce...
- Mutinerie : Sylvain devient cadre.
- Nos retrouvailles : suite de Carole, le retour. Nancy veut profiter du fait que Carole est victime d'effets secondaires à cause de sa méningite, pour lui piquer son client.
- Pacs : Jean-Guy, malgré la loi, refuse de donner un congé pour le Pacs de Philippe. Hervé, le délégué syndical appelé à la rescousse par Philippe, annonce avoir un combat plus urgent...
- Parrainage : Julie, Philippe et Maeva essaient de trouver le meilleur parrainage.
- Partir un jour (avec Édith Scob) : une membre du personnel de l'entretien de la boîte, qui se retenait depuis 20 ans pour dire ses quatre vérités au personnel, part à la retraite. Un pot de départ est organisé...
- Photos d'entreprises : Nancy et Fred ont la même robe pour la photo de l'entreprise.
- Pouffeland
- Psychotest : Frank, le psy des premiers épisodes (avant Serge), fait passer un test à Maeva pour savoir pourquoi elle est toujours en retard.
- Psy Show : Frank essaye de faire paniquer ses collègues pour récupérer des patients, car personne ne vient le voir. S'il est inutile, il risque d'être licencié...
- Révolution sexuelle : un distributeur de préservatifs est installé dans l'entreprise.
- Senior mon ami (avec Jean Dautremay) : Jean-Guy décide de pousser à bout Gérard, un vieil employé à bout de souffle, pour le licencier proprement et sans bavure...
- Taxi (avec Jean-Pierre Pascaud)
- Témoin no 1 (avec Gustave de Kervern)
- Tenue de soirée
- Tous ensemble
- Tout à l’égo
- Toxicomanie : Fred montre que tout le monde dans la boîte a des dépendances (alcool, drogues, Viagra, voire la musique de Johnny...).
- Vaudou : Maéva, grâce à sa poupée vaudou, est persuadée de faire tomber malade Carole.
- Vigie Pirate (avec Élie Semoun)